# Ústie (Vólogda)
|  | Per a altres significats, vegeu «Ústie». |

Ústie (en rus: Устье) és un poble de l'óblast de Vólogda, a Rússia, que el 2002 tenia 5 habitants.